# 季亞特里
47°5′22″N 29°54′29″E / 47.08944°N 29.90806°E
季亞特里（烏克蘭語：Тятри）是位於烏克蘭西南部的村莊，由敖德萨州羅茲季利納區的新博里西夫卡市鎮負責管轄。該村始建於1890年，面積0.29平方公里，海拔高度73米，2001年人口60，人口密度每平方公里209.79人。